# Florian Bercea
Florian Bercea (n. 28 decembrie 1937, Tinăud, Bihor, România) este profesor universitar emerit, doctor în economie. decedat in data de 29 octombrie 2021

## Biografie
În decursul timpului a îndeplinit mai multe funcții de demnitate publică: 
- deputat român în legislatura 1992-1996 (ales în județul Bihor pe listele partidului PD) când a fost vicepreședinte al Comisiei de Buget, Finanțe și Bănci din Camera Deputaților și 1996-1999, când a fost membru al Comisiei de Buget, Finanțe și Bănci și vicepreședinte al grupului parlamentar din care a făcut parte. Florian Bercea a demisionat din Camera Deputaților pe data de 26 septembrie 1994 și a fost înlocuit de deputatul Teodor Moldovan.
- deputat român în legislatura 1996-2000, ales pe listele partidului PDSR); Florian Bercea a demisionat din Camera Deputaților pe data de 6 aprilie 1999 și a fost înlocuit de deputatul Teodor Jurcă.
- Vicepreședinte al Curții de Conturi în perioada 1999-2002;
- Ministrul bugetului, veniturilor statului și controlului financiar,
- ministru al Guvernului României în perioada 1991-1992; Secretar de stat în Ministerul Finanțelor Publice în perioada 1990-1991;
- Ambasador Extraordinar și Plenipotențiar al României în Republica Africa de Sud în perioada 1994-1996.

Alte funcții și sarcini îndeplinite: 
- Vicepreședinte al Comitetului de Audit Public Intern din anul 2003 și în prezent;
- membru în Comisia de disciplină a Consiliului pentru Supravegherea în Interes Public a Profesiei Contabile, începând cu anul 2013;
- membru în Consiliul de Administrație al Bănci Române de Comerț Exterior în perioada 1991-1994;
- membru în Consiliul de Administrație al Administrației Asigurărilor de Stat în perioada 1972-1989;
- Președinte și Director General al S.C. ASIROM S.A în perioada 1996-1997;
- consilier al Președintelui Băncii Comerciale Române în perioada 2002-2006;
- expert al S.C. „BCR Asigurări” S.A. în perioada 2006-2009.

## Distincții
Diplome, premii și distincții: 
- două diplome de excelență pentru prodigioasa activitate științifică și didactică de formare a generațiilor de specialiști și de promovarea valorilor învățământului economic acordate de ASE în martie 2003 și ianuarie 2008;
- premiul de excelență pentru contribuția deosebită adusă la dezvoltarea pieței românești a asigurărilor acordat de Comisia de Supraveghere a Asigurărilor în februarie 2007; premiul Virgil Madgearu al Academiei Române pentru lucrarea „Dicționar de Asigurări” elaborată în colaborare, 31 august 1993;
- premiul pentru întreaga carieră acordat de Revista de Asigurări „Primm” în cadrul premiilor pieței asigurărilor, 24 noiembrie 2003;
- Diplomă de Profesor Emerit pentru excelență didactică și de cercetare în domeniul științelor economice acordat de ASE, octombrie 2011;
- Diplomă de cetățean de onoare pentru merite deosebite pe plan economic și administrativ acordat de Consiliul Local al orașului Aleșd, județul Bihor, în anul 2008.[2]

## Cetățean de onoare
La 25 mai 2008, la inițiativa Consiliului Local și a Primăriei orașului Aleșd, i-a fost decernat titlul de cetățean de onoare al satului Tinăud și orașului Aleșd.